# Barly (Somme)
Barly ist eine nordfranzösische Gemeinde mit 163 Einwohnern (Stand 1. Januar 2022) im Département Somme in der Region Hauts-de-France. Die Gemeinde liegt im Arrondissement Amiens, ist Teil der Communauté de communes du Territoire Nord Picardie und gehört zum Kanton Doullens.

## Geographie
Die Gemeinde liegt in einem nicht ständig wasserführenden Seitental des Flusses Authie (Vallée de Courcelles/Vallée des Vaux) rund zehn Kilometer nordwestlich von Doullens.

## Geschichte
Kirche und Herrschaft unterstanden im 11. Jahrhundert den Grafen von Ponthieu.
In beiden Weltkriegen befanden sich bei Barly Feldflugplätze.
Im Ersten Weltkrieg befand sich das von den Westalliierten genutzte Aerodrome Barly–Remaisnil gut 3 km westnordwestlich des Ortes und 1 km nördlich von Remaisnil. Im Frühjahr und Frühsommer 1918 lagen hier zunächst insgesamt vier verschiedene britische Squadrons von Royal Flying Corps und Royal Air Force und im Spätsommer eine US-amerikanische Flieger-Staffel.
Während des Zweiten Weltkrieges existierte unmittelbar östlich Barlys ein deutscher Flugplatz, der insbesondere während der Luftschlacht um England in der zweiten Jahreshälfte 1940 von verschiedenen Ju 87B-„Stuka“-Verbänden der deutschen Luftwaffe genutzt wurde. Zunächst lagen hier im Juni 1940 einige Tage die IV. Gruppe des Lehrgeschwaders 1 (IV./LG1), gefolgt bis Juli von der I. Gruppe des Sturzkampfgeschwaders 76 (I./STG 76). Aus dieser wurde Anfang Juli durch Umbenennung die I. Gruppe des Sturzkampfgeschwaders 3 (I./STG 3), die hier bis Dezember 1940 stationiert war.

## Einwohner
| 1962 | 1968 | 1975 | 1982 | 1990 | 1999 | 2006 | 2011 |
| ---- | ---- | ---- | ---- | ---- | ---- | ---- | ---- |
| 245  | 244  | 219  | 193  | 189  | 172  | 153  | 173  |

## Verwaltung
Bürgermeister (maire) ist seit 2008 Benoît Macron.

## Sehenswürdigkeiten
- Kirche Saint-Pierre